# Langues tokhariennes
Cet article concerne les langues tokhariennes. Pour les peuples tokhariens, voir Tokhariens.

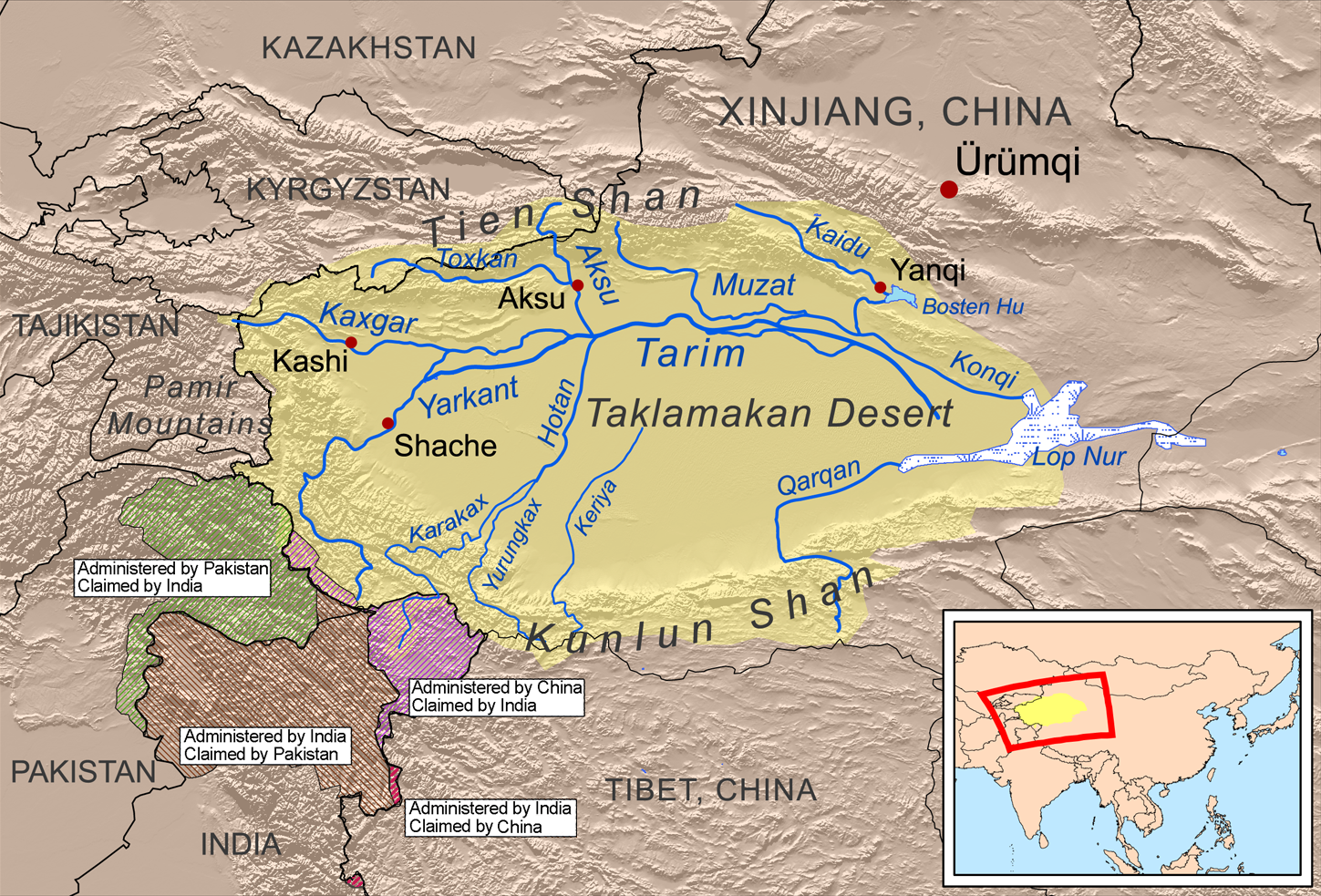
Localisation du bassin du Tarim.

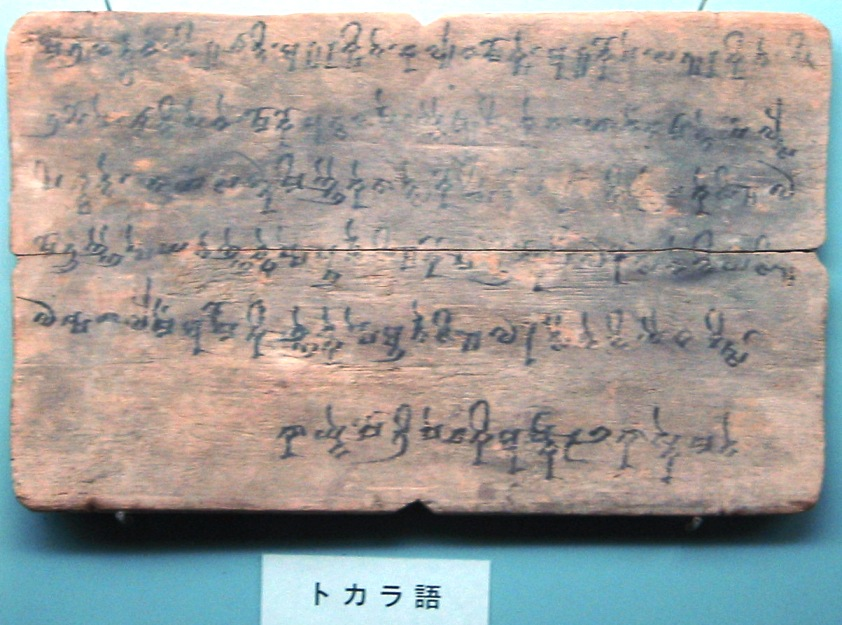
Plaque en bois avec inscriptions en tokharien. Koutcha, Chine,. Musée national de Tokyo.

Les langues tokhariennes, ou agni-kuči, sont une branche de la famille des langues indo-européennes parlées et écrites par les Tokhariens dans le bassin du Tarim au Ier millénaire apr. J.-C., au sud de l'actuelle région autonome du Xinjiang en Chine. Il est possible qu'elles remontent dans la région au début du IIe millénaire av. J.-C. mais sans preuve définitive. Comprenant le koutchéen et l'agnéen, elles ont disparu avec l'arrivée des peuples turcophones (en particulier, les Ouïghours), au IXe siècle.

## Découverte
Sur les manuscrits ramenés du bassin du Tarim par les expéditions européennes et japonaises au début du XXe siècle, il y avait une langue inconnue qui fut d'abord appelée la « langue I ». Le turcologue allemand F. W. K. Müller lui donna en 1907 le nom de tokharien. 
En 1908, les indianistes Émile Sieg (de) et Wilhelm Siegling (de) prouvèrent son caractère indo-européen. Un peu plus tard, l'orientaliste français Sylvain Lévi publia les premières traductions de textes. Le déchiffrement n'avait guère posé de problème, le tokharien étant noté avec une écriture d'origine indienne, la brāhmī. De plus, on disposait de documents bilingues tokharien-sanskrit.

## Description
Les textes en tokharien B datent du Ve au Xe siècle, ceux en tokharien A datent du VIIe au Xe. S'ils sont rédigés sur du papier, invention venue de Chine au début de l'ère chrétienne, leur présentation est de type indien. La plupart des textes sont bouddhiques, mais on trouve également parmi eux des textes non-littéraires (appelés documents), tels que des laissez-passer de caravanes et des inscriptions sur les murs de grottes.
Il y a deux langues tokhariennes, qui furent initialement appelées tokharien A et tokharien B. Dans la région de Koutcha, seuls des manuscrits en tokharien B ont été trouvés et cette langue est appelée aussi le koutchéen. L'essentiel des manuscrits en tokharien A provient de la région de Karachahr, plus précisément des ruines d'un grand complexe monastique qui se trouve à une trentaine de kilomètres au sud-ouest de cette ville, sur le site de Chortchouq. Dans cette région se trouvait autrefois un royaume, appelé Agni dans les textes sanskrits. Le terme d'agnéen peut donc être utilisé pour désigner le tokharien A. À Chortchouq, on a aussi trouvé des manuscrits en koutchéen. Enfin, des textes en koutchéen et en agnéen proviennent de différents sites de la région de Tourfan.
Le koutchéen et l'agnéen sont des langues étroitement apparentées, mais elles sont trop différentes pour que leurs locuteurs se comprennent. Il y a autant de différences entre elles qu'entre l'italien et le roumain. Il est instructif de mettre en parallèle deux phrases en agnéen et en koutchéen qui sont de même signification :
- agnéen :  wiki-wepiñcinäs shpät konsan āyäntwan mäśśunt tämnäshtr-än
- koutchéen : ikañcen-wacen shuk kaunne mrestīwe kektsenne tänmastär-ne.

Extraites d'un texte qui semble décrire le développement du fœtus, elles signifient : « La vingt-deuxième semaine apparaît sa moelle ».
Une des caractéristiques majeures du tokharien est l'inexistence des occlusives sonores et aspirées : les trois séries d'occlusives g, d, b ; gh, dh, bh et kh, th, ph de l'indo-européen commun, langue mère de toutes les langues indo-européennes, ont été réduites à la seule série k, t, p. Les Tokhariens ne pouvaient donc pas prononcer correctement le nom de Bouddha : ils disaient Poutta. Ils ont créé une voyelle, transcrite par la lettre ä, qui était assez proche du i. Les mots tokhariens ont été raccourcis : « cheval » se dit *ekwos en indo-européen commun, yakwe en koutchéen et yuk en agnéen. Le phénomène est plus prononcé en agnéen qu'en koutchéen, ce dernier ayant évolué plus lentement que la première. Cette caractéristique typologique innovante du tokharien est considérée comme une forte indication d'une influence ouralienne.
Voici les noms de nombres en indo-européen commun, en agnéen et en koutchéen :
|    | Indo-européen | Agnéen | Koutchéen       | Français |
| -- | ------------- | ------ | --------------- | -------- |
| 1  | *sem-s        | sas    | she             | un       |
| 2  | *dwō(w)       | wu     | wi              | deux     |
| 3  | *tréyes       | tre    | trai (ou tarya) | trois    |
| 4  | *kwetwores    | śtwar  | śtwer           | quatre   |
| 5  | *pénkwe       | päñ    | piś             | cinq     |
| 6  | *s(w)eks      | shäk   | shkas           | six      |
| 7  | *septm        | shpätl | shukt           | sept     |
| 8  | *oktō(w)      | okät   | okt             | huit     |
| 9  | *néwm         | ñu     | ñu              | neuf     |
| 10 | *dékm         | śäk    | śak             | dix      |

## Histoire
Les langues donnent quelques indications sur le passé de ce peuple. « Elle s'est séparée si tôt des autres Indo-Européens qu'il faut songer [... à] la première moitié du IVe millénaire [av. J.-C.]. » « Un élément intéressant est que les Agni-Kuči, après avoir quitté le groupe initial dont ils faisaient partie (avec les Germains, Italo-Celtiques, Macro-Baltes), ont voisiné avec les ancêtres des Anatoliens, comme le prouve tout un vocabulaire commun.... Puis ils ont voisiné, et même cohabité, avec les ancêtres des Grecs, comme le révèle l'abondance et la précision des isoglosses qui unissent ces langues. En particulier, il y existe un mot, d'origine non indo-européenne, pour le « roi ».... Les Agni-Kuči ont quitté les steppes européennes certainement bien avant le IIe millénaire av. J.-C. »
L'originalité linguistique des Tokhariens tend donc à montrer l'ancienneté de leur migration vers l'est, ce qui renforce l'hypothèse d'une installation ancienne dans le bassin du Tarim. Les données génétiques sont en faveur de l'ancienneté de cette migration, et s'accordent à démontrer que les Tokhariens ont quitté le territoire originel indo-européen dans la Steppe pontique vers 3400 avant notre ère.
Selon le linguiste Michaël Peyrot, le développement du système vocalique tokharien peut être très bien compris à la lumière d'un système vocalique sud-sibérien représenté aujourd'hui par la langue ienisseïenne kète. Le profil typologique déviant de la branche tokharienne de l'indo-européen pourrait être dû à l'influence d'un substrat ouralien. Les contacts supposés sont probablement liés à la culture d'Afanasievo du sud de la Sibérie. Cette culture indo-européenne représente probablement une phase intermédiaire dans le mouvement des locuteurs du tokharien précoce depuis la patrie proto-indo-européenne de la steppe d'Europe de l'Est en direction du bassin du Tarim dans le nord-ouest de la Chine. Dans le même temps, le foyer d'origine proto-samoyédique doit être située dans la région d'Afanasievo ou à proximité. Une correspondance étroite entre les systèmes de voyelles pré-proto-tocharien et pré-proto-samoyédique est une forte indication que le langage ouralien de contact était une forme précoce de samoyédique.